# 영덕-강구 전투
영덕-강구 전투는 한국 전쟁 초기 포항 북쪽 45km의 요새인 영덕읍-강구면에서 수행된, 동해안 지연작전의 대미를 장식한 일전이다. 1950년 7월 4일에 김종원 중령이 이끄는 제23연대를 기간으로 7월 24일 평해에서 일단 재편한 이준식 준장 (8월9일 부 김석원 준장) 이 이끄는 제3사단이 8월 상순에 장사에서 해안 철수하여 포항으로 이전하기에 앞서, 독자적으로 지연작전을 수행한 마지막 방어전이기 때문이다.

## 배경
7월 4일, 평해에서 철수한 제23연대를 영해로 수용한 사단은 신병으로써 울진 이래의 병력손실을 보충하는 한편 제22연대의 조속한 복귀를 육군본부에 요청하는 동시에 영등포학원을 독립 제1대대에 배속시키는 조치로써 전력충전에 전력을 기울였다.
또한 전선이 영덕으로 근접됨에 따라, 동해상에 출동 중인 미 해군 제7함대 일부 함정의 함포지원과 미 제5공군의 출격이 점증하였으므로 사단은 이 강력한 지원 화력을 수시로 요청할 수 있게 되었다.
사단은 재편한 제23연대와 독립 제1대대로써 북한군 제5사단의 중압을 배제하고 있었는데, 7월 10일에 사단장이 경질됨에 따라, 방어개념을 일신하고, 영해-영덕문에서 종심 깊은 지연전을 단행키로 하였다.
즉 육군본부는 7월 9일 현재, 수원-음성 방면으로 철수중인 제22연대와 조속한 원대복귀를 명령함과 아울러 전 사단장 류승열 대령을 경남 편성관구사령관으로 전보하고, 육군 사관학교장 및 혼성 제3사단장이던 이준식 준장을 신임 사단장으로 보임하였는데 이는 포항을 고수하기 위하여 영덕-강구선에서 적군의 남진을 단호히 배제하려는 긴급 조치의 일환으로 간주되는 것이었다.
한편 미 제8군 사령부는 동해안전선의 상황을 깊은 우려로 지켜보고 있었는데 포항의 항만과 영일 비행장의 귀추가 낙동강 전선의 형성에 막중한 영향을 미치기 때문이었다.
포항의 항만은 부산과 함께 전 전선에 대한 병참 물자의 주입구이며, 영일 비행장은 미 제40전투비행대대의 기지로서 극히 중요시되고 있었다. 그러므로, 그 45km 북쪽 영덕-강구는 포항 방어의 마지막 요관으 로서, 확보되지 않으면 안되는 것이었다.
이 중요성에 비추어, 미 제8군 사령관 월턴 워커 중장은 작전참모 앨런 D. 맥클린(Allen D. Maclean) 중령에게 해 전선에 대한 화력지원을 할 때 가능한 모든 수단을 동원하라고 긴급지시 하였다.

### 작전계획
영덕 전선은 동해안의 최대 병참기지인 포항을 방어하는데 있어서 최후의 보루와 다름 없었는데 즉, 포항까지의 45km 어문에 있어서 병력의 열세를 천연의 지리로써 보강하며, 지연전을 수행하기에 적합한 지형조건을 갖추고 있기 때문이었다.
즉, 평균 하폭이 50~60m인 오십천변을 방어에 이용함으로써, 유일한 도보교인 강구교를 중심으로 적의 진출을 저지하기에 유리한 지세를 별견할 수 있었다. 영덕에서 강구에 이르는 해안도로는 오십천의 연변을 따라 남하하는데, 영덕 동쪽의 지맥은 태부동(영덕 동쪽 4km)-좌곡동을 저변으로 하여 역삼각형으로 좁아지면서 강구(강구교)를 정점으로 하고 있으므로, 국군으로서는 밀집방어에 유리한 지리를 이용할 수가 있었다.
미 제8군 사령관 월턴 워커 중장이 해선의 고수를 엄명한 까닭도 이 때문인데, 제3사단장 이준식 준장은 208고지(영덕 서쪽 1.4km, 오십천의 대안)의 독립 제1대대로써 적의 측방진출을 견제케 하고, 제23연대로써 태부동-좌곡동선을 방어케 하였다.
이에, 제23연대장 김종원 중령은 제3대대를 181고지에, 제2대대를 207고지에 각각 배치함으로써 태부동-좌곡동선을 방어케 하고, 제1대대로써 173고지(강구 북쪽 3.3km)에 예비로 배치하여 중심을 편성하였는데, 전황의 급박에 따라, 공방의 초점은 181고지로 집중되었다. 왜냐하면, 이 고지는 역삼각형의 저변중간에 위치하여 적의 접근로를 감제할 뿐만 아니라, 그 남쪽에 대하여도 방어의 이점을 갖추고 있기 때문이었다.
따라서 181고지의 득실은 곧 전선에서의 진퇴를 뜻하는 것이어서, 사단은 7월 21일 영덕을 다시 상실함에 따라, 제23연대의 주력을 181고지-207고지선으로 수습함과 동시에 제22연대의 내도와 더불어 영덕 탈환의 반격을 가하기로 하였다.

## 전투 과정
181고지의 허형호 소령이 이끄는 제3대대는 연일의 전투에서 휴식의 여유를 취할 수가 없어, 장병 공히 피곤이 극에 달하고 있었으므로, 7월 24일의 불효 무렵에 정명환 중위가 이끄는 제9중대전초조가 가면 상태에 빠져 있을 때, 북한군 2개 중대규모의 침습을 받아, 주진지가 포위 당하게 되었다.
그러나 고지의 남쪽에 예비로 대기 중이던 박종병 대위가 이끄는 제10중대의 과감한 역습으로 북한군 1개 중대에 섬멸적인 타격을 가하여, 대대 주력의 철수로를 절개하고 금호동으로 일단 병력을 철수시켰다.
따라서, 207고지의 백기천 소령이 이끄는 제2대대도 북한군 1개 대대 규모의 동측방으로부터 압력으로 상금호(207고지 남쪽 1.1km)에 이르는 능선으로 물러나는게 되었으나 7월 25일에 연대장 김종원 중령은 예비인 박재열 소령이 이끄는 제1대대로써 역습을 감행케 하여 181고지를 다시 회복하였다.
이 역습은 이날 06:00에 시작되었는데, 7월 24일 07:00부터 포문을 열기 시작한 강구 앞 바다의 해군은 종일토록 181고지-207고지의 북한군에게 포탄을 집중하였으므로, 제1대대의 역습시에는 북한군의 주력이 이미 도주한 뒤이어서 고지회복은 용이하게 이루어졌다. 이 한 차례의 공방이 전개 된 7월 24일 제22연대가 대구에서의 재편성을 마치고 강구에 증원되었다.
이에 사단장 이준식 준장은 즉일로 150고지(강구 북쪽 1.5km)에 연대를 추진시켜, 별명을 대기케 하였고 이때, 사단장의 복안으로는 제22연대로써 207고지을 초월케 하여, 7월 26일에 영덕을 탈환하려던 것이었으나 7월 25일의 야반에 북한군의 야습으로 또 다시 181고지를 잃게 되었으므로 부득이, 이에 대한 역습에 투입키로 하였다.
7월 26일 현재, 사단은 제22연대를 150고지에 예비로 배치한 가운데, 제23연대의 주력을 181고지 및 207고지에서 철수시켜, 북한군의 진출을 부자동-상금호선에서 저지하였는데, 제23연대는 172고지에 예비인 제 1대대를 배치하고, 제3대대를 속칭 을지마의 야산에, 제2대대를 상금호동의 능맥에 각각 집결케 하여 진지를 급편하는 한편, 제22연대의 역습을 지원케 되었다.
사단장 이준식 준장은 181고지 및 207고지의 북한군이 진지를 보강하기에 앞서 역습을 감행키로 결심하고, 요지 다음과 같은 요지의 작명을 하달하였다.
| 작전명령 |
| ① 사단은 181고지 및 207고지를 동시에 탈환하여, 영덕을 회복키 위한 진출선을 확보하려 함. ② 제22연대는 2개 대대로써 181고지 및 107고지를 탈환하라. ③ 제23연대는 현 위치에서 제 22연대의 역습을 엄호하라. ④ 독립 제1대대는 현 위치에서 계속 적의 측방진출을 견제하라. ⑤ 공병대대는 현위치에서 별명을 대기하라. ⑥ 기간 중 함포 및 공군지원을 수시로 요청하라. ⑦ 사단지휘소는 강구에 계속 주둔할 것이다. 제3사단장 준장 이준식 |

이 작명은 사단의 미 고문관인 롤린스 S. 엠메리치(Emerich) 중령의 동의로써 함포 및 공군지원의 강력한 화력을 배경으로 하는만큼, 북한군 제5사단의 전력을 축소케 하는 출혈강요를 주안으로 하는 것 이었다.
이에 제22연대장 강태민 중령은 이날 07:00에 다음과 같은 작명으로써 제2 및 제3 양 대대에 역습임무를 부여하였다
| 작전명령 |
| ① 연대는 사단 작명에 의하여 181고지 및 207고지을 점령하라. ② 제3대대는 181고지를 점령하라. ③ 제2대대는 207고지를 점령하라. ④ 제1대대는 172고지에 집결하여 별명을 대기하라. ⑤ 기간 중, 각 대대는 함포 및 공중지원을 수시로 요청하라. ⑥ 공격개시 시간은 7월 26일 13:00이다. ⑦ 연대 지휘소는 공격개시 2시간 전에 172고지로 추진될 것이다 제22연대장 중령 강태민 |

즉 연대는 염정태 소령이 이끄는 제3대대를 우 제 1선으로, 장인걸 대위가 이끄는 제2대대를 좌 제1선으로 각각 내세워, 역습을 감항케 되었는데, 한낮인 13:00를 공격개시 시간으로 정한 것은 함포 및 공중지원의 화력을 십분 효력있게 하기 위함이었다.
이리하여, 12:00부터 포문을 열기 시작한 함포 사격과 더불어, 우 제1선에 양성식 대위가 이끄는 제10중대를, 좌 제1선에 문용기 중위가 이끄는 제11중대를 각각 전개시킨 제3대대는 13:00정각에 공격준비사격이 181고지의 북쪽에 연신 됨에 따라, 일제히 공격개시선을 통과하였다.
공격 목표인 181고지는 일명 환산이라고도 하며, 만두형의 둥근 모양의 정상에서 완만한 능맥이 사방에 흘러내림에 따라 지세는 험하지 않으나, 사주에 대한 조망이 유리함으로 공격자로서는 적화의 집중을 각오하는 수 밖에 없었다. 야음이 짙어진 22:00에 과연, 치열한 집중포격과 더불어 증강된 1개 대대 규모로 추산되는 적이 몰려들기 시작하였다.
그 일파는 제10중대 정면의 계곡을 단숨에 초월하는 기세로 산개하였는데, 고지의 동쪽변에 2개 분대를 내세웠던 제1소대장 김경진 소위는 즉각, 사격명령을 내림과 동시에 화기소대를 직접 지휘하면서 맹렬한 화력을 집중하였으며, 제2소대장 이대식 소위도 또한 돌출부위의 제3분대 진지로 정진하여 소대 화력을 지휘하였다.
이 정면의 북한군은 1개 중대로 추산되었으나, 제1 및 제2 양 소대의 적시 화력에 막심한 병력 손실을 불면하였음지, 계곡에서 주장한패한 끝에 궤산하였다.
한편, 207고지를 담당한 제2대대장 장인걸 대위는 제 5중대장 이영제 중위를 역습 제1선에 내세우고 제6중대장 황한준 중위를 이에 후속 시킨 가운데, 상선호 북쪽의 공격개시선을 통과하였다. 이 역습이 시급하면서도 1개 중대만을 제 1선에 내세운 까닭은 해고지의 적세를 1개 중대 규모로 판단하였으며 제6중대로써 영덕에 이르는 본도상으로 진출케 하면서, 고지의 서측방을 저절로 견제할 수 있는 묘미가 있기 때문이었다.
대대장의 이 판단은 적중하였는데 고지의 서쪽으로 도주하는 본도는 영덕의 남쪽 어구인 우곡리를 곧바로 찌르는 요로임으로, 이에 대한 1개 중대의 진출은 적에게 큰 위협이 아닐 수 없었다.
따라서 북한군 화력의 일부를 흡수하여 제 5중대의 공격을 용이케 하는 효과를 거두었으니, 역습은 큰 분전없이 성공하였다. 207고지의 정상을 탈환한 제 5중대는 1km 전방의 영덕시가지를 경계하면서 방어진지를 급편, 북한군의 역습에 대비하였다.
그 시각은 14:20인데, 동남쪽 1.1km의 181고지도 제 3대대에 의해 이미 회복되어 있었다. 그런데, 중대장 이영제 중위는 지형 및 적정을 분석한 결과 영덕시가지를 지호지간에 감하하는 해고지의 중요성에 비추어, 북한군의 역습이 강력할 것으로 판단하고, 대대장 장인걸 대위에게 1개중대의 증원을 요청하였다.
이를 시인한 대대장은 예비로 배치한 이은하 중위가 이끄는 제7중대를 즉각 급부케 하고 우곡리의 300m 전방까지 진출한 제 6중대로 하여금, 207고지 서쪽의 와지부에서 대기토록 하였다.
이로써 제5중대는 정상의 북동면에 조원종 소위가 이끄는 제1소대 및 정치갑 소위가 이끄는 제3소대를, 제7중대는 영덕에 면한 북서쪽 사면에 임광섭 소위가 이끄는 제2소대 및 이창룡 소위가 이끄는 제3소대를, 정상을 중심으로 제5중대의 신정수 소위가 이끄는 2소대와 제7중대의 손기목 소위가 이끄는 1소대가 주진지를 편성하였다.
또한 사단 고문관인 엠메리치 중령은 영덕시가지의 주변이 관측되는 해고지에 미군관측 장교가 인솔하는 관측반을 차출하여 함포 및 항공지원을 유도케 하였으므로 이날 종일토록 함포의 포탄이 영덕시가지를 비롯한 그 주변 일대의 적지에서 작렬하였으며, 영일비행장에서 출격하는 5개 편대의 전투기가 상공을 누비기도 하였다.
이처럼, 포 · 폭격의 직접지원하에 견인불발의 방어진을 다짐한 제 2대대는 일몰까지의 4 ~ 5시간에 축성공사를 서둘렀는데, 북한군의 진지를 강습하는 함포의 포탄이 집중 작렬할 때마다, 사병들은 그 장쾌한 위력에 도취된 듯, 함성과 더불어 사기를 스스로 돋구고 있었다.
그러나, 22:00에 북한군의 역습이 시작되면서부터 고지는 치성한 포화에 휩싸이고 말았다. 야포는 물론, SU-76 자주포인듯한 직사포가 뒤섞인 적의 공격준비사격은 주로 정상 주변에 집중되었다. 181고지에 대한 역습과 동시각에 시작된 이 화력집중은 조선인민군 제5사단의 전화력이 동원된 감이 없지 않았다.
이로 미루어, 대병력이 투입될 것으로 예상되었으나, 1km의 방어정면에 출현한 북한군은 자동화기로 증강된 1개 중대 규모에 지나지 않았다.
즉 고지정상의 북쪽으로 1.3km 연신된 능선의 북단에서 접근하기 시작한 적은 둔보만을 거듭하여, 이튿날인 27일의 미명까지 진전을 교란하는 사격만을 가하다가 물러가고 말았다.
이 괴이한 형동을 분석컨대, 북한군은 181고지에 대한 주공을 엄호키 위하여 207고지의 방어화력을 견제하려던 것으로 추단되었다. 즉, 181고지에 대한 주공이 성공하면 하금호선까지 일거에 진출하여, 207고지의 후면을 차단함으로써 제 2대대의 출혈을 강요하려는 기도하에 207고지에 대한 역습을 고의적으로 완만하게 하였으리라.
이처럼, 북한군의 기도를 판단한 제22연대장 강태민 중령은 7월 27일에 북한군의 재공격이 있을 것으로 예측하고, 제2와 제3대대에 진지보강을 명령하는 동시에 사단에 보급지원을 긴급 요청하는 조치를 취하여 181고지-207선을 굳게 지킬 수 있었다.

## 결과 및 영향
사단은 이로써 7월 27일 현재, 181고지-207고지를 주예로 127고지(태부동 서쪽 700m)에서 우곡동(영덕 동남쪽 500m)에 이르는 폭 4km의 정면을 고수하였는데, 해전선의 모양은 강구를 정점으로 하는 역삼각처럼 형성되었다.
그러므로 181고지-207고지의 고수는 곧 해전선의 유지를 뜻하는 것이며, 또한 우곡동에서 지호지간에 있는 영덕을 탈환하는 기선을 확보하는 의의도 지니는 것이었다.
사단은 미 제7함대의 함포지원과 미 제 159 야포 대대의 C중대(105m/m) 및 미 제40전투비행 대대의 직접지원하에 7월 27일과 7월 28일의 양일간에 적의 산발적인 포격을 제압하면서 7월 29일에 강행하기로 결정하였다.
이로써 사단장 이준식 준장의 결심은 7월 29일에 영덕을 회복함으로써 북한군을 화수동(영덕 북쪽 3.5km) 북쪽으로 구축키로 굳어진 것이었다.
즉, 제22연대로써 역삼각형의 저변을 고수케 하는 가운데, 대탄동(영덕 동북 쪽 5.5km)-삼계동(대탄동 서쪽 2km)이남의 산계를 통한 북한군의 압력을 줄이면서, 제23연대로써 우곡동을 초월하여 영덕을 회복케 하고, 여세를 다시 북상시켜 180고지(화수동)-220고지(화수동 서쪽 1.5km)선까지 회복함으로써 활인산(347고지, 영덕 북쪽 3.7km)을 장악중인 적의 진출을 제압키로 한 것이다.
또한, 208(영덕 서쪽 1.5km)에서 오십천서변의 측방방수를 담당중인 독립 제 1대대로써 320고지(일명 삿갓봉, 208고지 서쪽 2.8km)까지 점령케 하여, 오십천을 도하하여 측공을 꾀할지도 모르는 적의 진출을 견제케 하려는 것이었다.
이로써 영덕-강구선의 방어를 다짐한 사단은 7월 30일에 노재현 소령이 이끄는 제11포병대대(대대장 소령 노재현)를 배속 받아 2개 75mm 포대의 화력을 증강하기에 이르러 더욱 사기를 제고하였다. 한편, 북한군 제5사단은 그동안의 진퇴를 반복하는 동안에 함포 및 공군공격의 선제공격으로 인하여 막심한 손실을 입어 7월 30일 현재 40%의 병력손실을 보충중인 것으로 알려졌다.
그러므로 7월 29일 15:00에 제 23연대의 제 2및 제 3대대의 반격 앞에 속수무책으로 궤멸하는 바 되어 활인산과 삼화동(활인산 서쪽 2.9km) 간의 계간으로 주력을 철수시킨 채 8월 4일까지 경미한 저항을 보일 뿐이었다.
한데, 북한군 제2군단장인 김무정은 제 사단의 진출이 극히 부진함에 격노하여, 제12사단으로 하여금 포항을 공격케 하였는데, 이것마저 7월 26일 현재 영주선에 머무르는 형편이었다.
이로써 동해안 전선의 제3사단은 8월 9일에 강구의 오십천교를 폭파하여 사단 주력이 오십천을 도하 철수할 때까지 지연의 시간을 가동할 수 있었다.